# Kładka Sądowa
Kładka Sądowa (Schloss Brücke, Kładka Muzealna) – kładka położona we Wrocławiu, stanowiąca przeprawę nad Fosą Miejską. Zlokalizowana jest w obrębie Starego Miasta. Łączy Plac Wolności – Promenada Staromiejska (północny przyczółek kładki) z Ulicą Podwale w rejonie skrzyżowania z Ulicą Muzealną (południowy przyczółek kładki). Na kładce oprócz ruchu pieszego, dopuszczony jest także ruch rowerowy (droga pieszo–rowerowa). Niemiecka, przedwojenna nazwa kładki Schloss Brücke, pochodziła od pałacu królewskiego Fryderyka II Wielkiego (którego część rozebrano na początku lat sześćdziesiątych XX wieku).
Konstrukcja kładki składa się z trzech przęseł. Zarówno pomost jak i przyczółki oraz podpory środkowe (filary) wykonane zostały w technologii żelbetowej. Balustrada wykonana została z płaskowników stalowych, a na przyczółkach jako żelbetowe zwieńczenia. Nawierzchnia drogi wykonana z płyt betonowych. Długość kładki wynosi 22,33 m, a jej szerokość 5,94 m.